# St. Jakob der Ältere (Sengkofen)

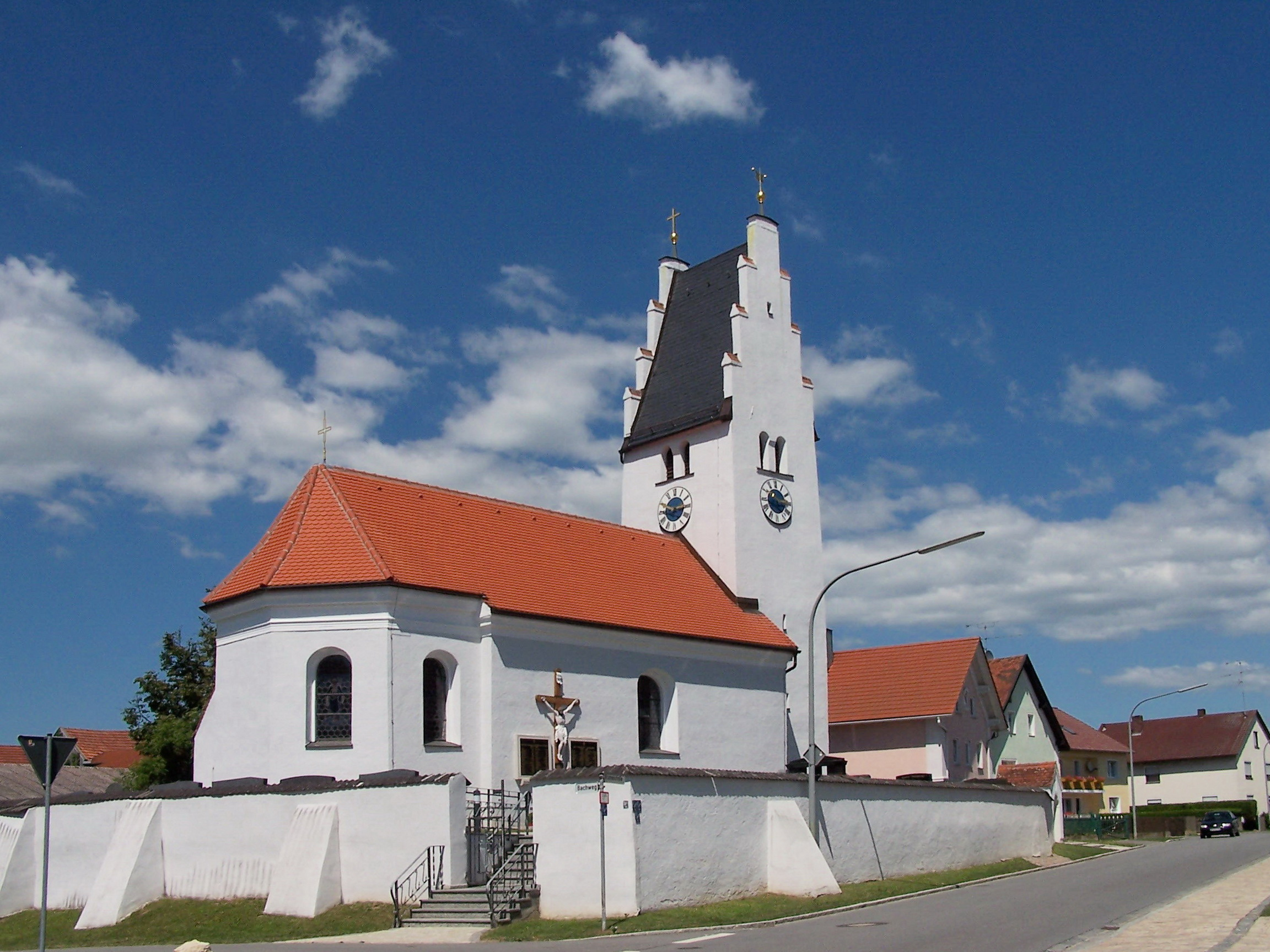
St. Jakob der Ältere (Sengkofen)

Die römisch-katholische, denkmalgeschützte Filialkirche St. Jakob der Ältere steht in Sengkofen, einem Gemeindeteil der Gemeinde Mintraching im Landkreis Regensburg in der Oberpfalz. Sie ist dem Bistum Regensburg zugeordnet. Das Bauwerk ist unter der Denkmalnummer D-3-75-170-26 als Baudenkmal in die Bayerische Denkmalliste eingetragen.

## Beschreibung
Die Saalkirche wurde 1741–48 erbaut. Sie besteht aus einem Langhaus, das mit einem Satteldach bedeckt ist, einem eingezogenen, fünfseitig geschlossenen Chor im Westen und einem Kirchturm aus dem 17. Jahrhundert im Osten, der quer mit einem Satteldach zwischen Staffelgiebeln bedeckt ist. Sein oberstes Geschoss beherbergt die Turmuhr und den Glockenstuhl.
Der Innenraum des Langhauses ist mit einer Flachdecke mit Hohlkehle überspannt, der des Chors mit einem Stichkappengewölbe. Die Kirchenausstattung stammt aus der Erbauungszeit.